# Toni Collette
Toni Collette, właśc. Antonia Colette (ur. 1 listopada 1972 w Sydney) – australijska aktorka filmowa i teatralna.
W 1999 wystąpiła w filmie M. Nighta Shyamalana Szósty zmysł, grając u boku Bruce’a Willisa.

## Filmografia
- A Country Practice (1990) jako Tracy (1 odcinek)
- Menedżer w bamboszach (Spotswood, 1992) jako Wendy Robinson
- Złodziej z Bagdadu (The Princess and the Cobbler, 1993) jako niania / Wiedźma (głos)
- This Marching Girl Thing (1994) jako Cindy
- Wesele Muriel (Muriel's Wedding, 1994) jako Muriel Heslop / Marial Heslop-Van Arckle
- Opera u czubków (Cosi, 1996) jako Julie
- Żałobnik (The Pallbearer, 1996) jako Cynthia
- Historia Liliany (Lilian's Story, 1996) jako Liliana w młodości
- Emma (1996) jako Harriet Smith
- Urzędowanie (Clockwatchers, 1997) jako Iris Chapman
- Mały wielki gang (The James Gang, 1997) jako Julia Armstrong
- Diana i ja (Diana & Me, 1997) jako Diana Spencer
- Chłopcy (The Boys, 1998) jako Michelle
- Idol (Velvet Goldmine) (1998) jako Mandy Slade
- 8 i pół kobiety (8½ Women) (1999) jako Griselda/Sister Concordia
- Szósty zmysł (The Sixth Sense, 1999) jako Lynn Sear
- Shaft (2000) jako Diane Palmieri
- Hotel Splendide (2000) jako Kath
- Magiczna wyprawa (The Magic Pudding, 2000) jako Meg Bluegum (głos)
- Kolacja z przyjaciółmi (Dinner with Friends, 2001) jako Beth (TV)
- Zmiana pasa (Changing Lanes, 2002) jako Michelle
- Był sobie chłopiec (About a Boy, 2002) jako Fiona Brewer
- Szemrany interes (Dirty Deeds, 2002) jako Sharon
- Godziny (The Hours, 2002) jako Kitty Barlowe
- Japońska historia (Japanese Story, 2003) jako Sandy Edwards
- Connie i Carla (Connie and Carla, 2004) jako Carla
- Ujęcie (The Last Shot, 2004) jako Emily French
- Siostry (In Her Shoes, 2005) jako Rose Feller
- Mała miss (Little Miss Sunshine, 2006) jako Sheryl Hoover
- Nocny słuchacz (The Night Listener, 2006) jako Donna D. Logand
- Like Minds (2006) jako Sally Rowe
- Siedem żyć (The Dead Girl, 2006) jako Arden
- Tsunami – po katastrofie (Tsunami: The Aftermath, 2006) jako Kathy Graham
- Wieczór (Evening, 2007) jako Nina Mars
- Nic świętego (Nothing Is Private, 2007) jako Melina Hines
- Czarny balonik (The Black Balloon, 2008) jako Maggie Mollison
- Cześć, jestem Esther (Hey, Hey, It's Esther Blueburger, 2008) jako Mary
- Mary i Max (Mary and Max, 2009) jako Mary Daisy Dinkle (głos)
- Wszystkie wcielenia Tary (United States of Tara, 2009) jako Tara
- Postrach nocy (Fright Night, 2011) jako Jane Brewster
- Najlepsze najgorsze wakacje (The Way Way Back, 2013) jako Pam
- Już za tobą tęsknię (Miss You Already, 2015) jako Milly
- Wanderlust (serial TV, 2018) jako Joy
- Dziedzictwo. Hereditary (Hereditary, 2018) jako Annie
- Na noże (Knives Out, 2019) jako Joni Thrombey
- Wojna o spadek (The Estate, 2022) jako Macey
- Przysięgły nr 2 (Juror #2, 2024) jako Faith Killebrew

## Nagrody
- Złoty Glob Najlepsza aktorka w serialu komediowym: 2010 Wszystkie wcielenia Tary